# Monazita-(Gd)
La monazita-(Gd) és un mineral de la classe dels fosfats que pertany al grup de la monazita.

## Característiques
La monazita-(Gd) és un fosfat de fórmula química Gd(PO₄). Va ser aprovada com a espècie vàlida per l'Associació Mineralògica Internacional l'any 2022 i publicada el 2023. Cristal·litza en el sistema monoclínic.
L'exemplar que va servir per a determinar l'espècie, el que es coneix com a material tipus, es troba conservat a les col·leccions del departament de mineralogia, petrologia i geologia econòmica de la Universitat Comenius de Bratislava, a Eslovàquia, amb el número de catàleg: mmuk7660.

## Formació i jaciments
Va ser descoberta al jaciment d'urani de Zimná Voda, a la localitat de Prakovce, dins el districte de Gelnica (Regió de Košice, Eslovàquia). També ha estat descrita a la mina Myaing-Gyi, situada a la localitat de Mogok del districte de Pyin-Oo-Lwin (Mandalay, Myanmar). Aquests dos indrets són els únics de tot el planeta on ha estat descrita aquesta espècie mineral.